# Vallsjön
Vallsjön este o arie protejată (arie specială de conservare — SAC, sit de importanță comunitară — SCI) din Suedia întinsă pe o suprafață de 708,1 ha, integral pe uscat.

## Localizare
Centrul sitului Vallsjön este situat la coordonatele 57°24′54″N 14°45′38″E / 57.4149°N 14.7606°E.

## Înființare
Situl Vallsjön a fost declarat sit de importanță comunitară în decembrie 1998 pentru a proteja un număr necunoscut de specii din flora spontană și fauna sălbatică aflate în arealul zonei. Situl a fost protejat și ca arie specială de conservare în martie 2011.

## Biodiversitate
Situată în ecoregiunea boreală, aria protejată conține 1 habitat natural: Ape oligotrofe din câmpii nisipoase, cu un conținut foarte redus de minerale (Littorelletalia uniflorae).
La baza desemnării sitului se află un număr nedeclarat de specii protejate.